# Асановський совхоз-технікум
Аса́новський совхо́з-технікум (рос. Асановский совхоз-техникум) — село (колишнє селище) у складі Алнаського району Удмуртії, Росія.

## Населення
Населення — 1189 осіб (2010; 1556 в 2002).
Національний склад станом на 2002 рік:
- удмурти — 56 %
- росіяни — 35 %

## Вулиці[3]
- вулиці — Алейна, Горобинова, Зарічна, Зелена, Калинова, Лісова, Молодіжна, Першотравнева, Садова, Центральна, Шкільна, Ювілейна